# Julius Gustav von Flemming
Julius Gustav von Flemming (* 23. Mai 1703; † 7. Januar 1759) war ein preußischer Landrat. Er stand dem Flemmingschen Kreis in Hinterpommern vor. 
Er war ein Angehöriger der pommerschen uradligen Familie Flemming. Sein Vater Franz Julius von Flemming (1664–1719) war Erbherr auf Matzdorf und auf weiteren Gütern; seine Mutter Maria war eine geborene von Diringshofen. 
Julius Gustav von Flemming besaß seit 1730 das Rittergut Matzdorf, seit 1739 auch Burow. Er war jedenfalls seit 1748 Landrat des Flemmingschen Kreises. Der Flemmingsche Kreis war im 17. Jahrhundert als einer der sogenannten Familienkreise gebildet worden. Ferner hatte er das in der Familie erbliche Ehrenamt eines Landmarschalls von Hinterpommern inne. Das Amt des Landrates übte er bis zu seinem Tode im Jahre 1759 aus; in diesem Amt folgte ihm Carl Friedrich von Flemming. 
Er war verheiratet mit Agnes Lucretia, einer geborenen von Wedel.